# NGC 6597
NGC 6597 é uma galáxia elíptica (E?) localizada na direcção da constelação de Draco. Possui uma declinação de +61° 10' 52" e uma ascensão recta de 18 horas, 11 minutos e 13,4 segundos.
A galáxia NGC 6597 foi descoberta em 14 de Junho de 1885 por Lewis A. Swift.